# ووفوپیتانت
ووفوپیتانت (انگلیسی: Vofopitant) دارویی است که به عنوان یک آنتاگونیست گیرنده NK1 عمل می‌کند. این ماده مانند سایر آنتاگونیست‌های NK1 دارای اثرات ضد استفراغ است.